# Adamów (gmina Golina)
Adamów – wieś w Polsce, położona w województwie wielkopolskim, w powiecie konińskim, w gminie Golina.
W latach 1975–1998 miejscowość należała administracyjnie do województwa konińskiego.